# Campeonato de Escocia de Rugby 2015-16
El Campeonato de Escocia de Rugby (Premiership) de 2015-16 fue la 43° edición del principal torneo de rugby de Escocia.

## Sistema de disputa
El torneo se disputó en formato de todos contra todos en la que cada equipo enfrentó a cada uno de sus rivales.
Los mejores cuatro equipos clasificaron a la fase final, consistente en dos partidos semifinales y una final.
El penúltimo clasificado disputó una promoción frente al subcampeón de la segunda división y el último descendió directamente a dicha categoría.

## Clasificación
| Pos. | Equipo              | Encuentros | Encuentros | Encuentros | Encuentros | Tantos | Tantos | Tantos | Puntos |
| Pos. | Equipo              | PJ         | PG         | PE         | PP         | F      | C      | Dif    | Puntos |
| ---- | ------------------- | ---------- | ---------- | ---------- | ---------- | ------ | ------ | ------ | ------ |
| 1.º  | Ayr RFC             | 18         | 14         | 0          | 4          | 538    | 298    | +240   | 68     |
| 2.º  | Currie Chieftains   | 18         | 12         | 1          | 5          | 445    | 338    | +107   | 59     |
| 3.º  | Heriot's FP         | 18         | 11         | 1          | 6          | 428    | 305    | +123   | 56     |
| 4.º  | Melrose RFC         | 18         | 11         | 1          | 6          | 399    | 348    | +51    | 54     |
| 5.º  | Boroughmuir RFC     | 18         | 9          | 1          | 8          | 392    | 372    | +20    | 46     |
| 6.º  | Glasgow Hawks       | 18         | 9          | 0          | 9          | 353    | 325    | +28    | 45     |
| 7.º  | Hawick RFC          | 18         | 9          | 0          | 9          | 361    | 382    | -21    | 43     |
| 8.º  | Stirling County RFC | 18         | 6          | 1          | 11         | 361    | 443    | -82    | 35     |
| 9.º  | Gala RFC            | 18         | 5          | 1          | 12         | 375    | 442    | -67    | 32     |
| 10.º | Selkirk             | 18         | 1          | 0          | 17         | 287    | 686    | -399   | 9      |

|  | Semifinalistas.                                        |
|  | Repechaje frente al subcampeón de la segunda división. |
|  | Descendido.                                            |

### Fase final

#### Semifinal
| 2 de abril de 2016 | Currie Chieftains | 22 - 24 | Heriot's FP |  |  |

| 2 de abril de 2016 | Ayr RFC | 48 - 10 | Melrose RFC |  |  |

#### Final
| 23 de abril de 2016 | Ayr RFC | 26 - 29 | Heriot's FP |  |  |

| Bandera de Escocia  |
| Campeón Heriot's FP |
| Quinto título       |

## Promoción
| 23 de abril de 2016 | Gala RFC | 22 - 10 | Marr |  |  |

- Gala mantiene su puesto en la Premiership para la siguiente temporada.